# Herkogamie

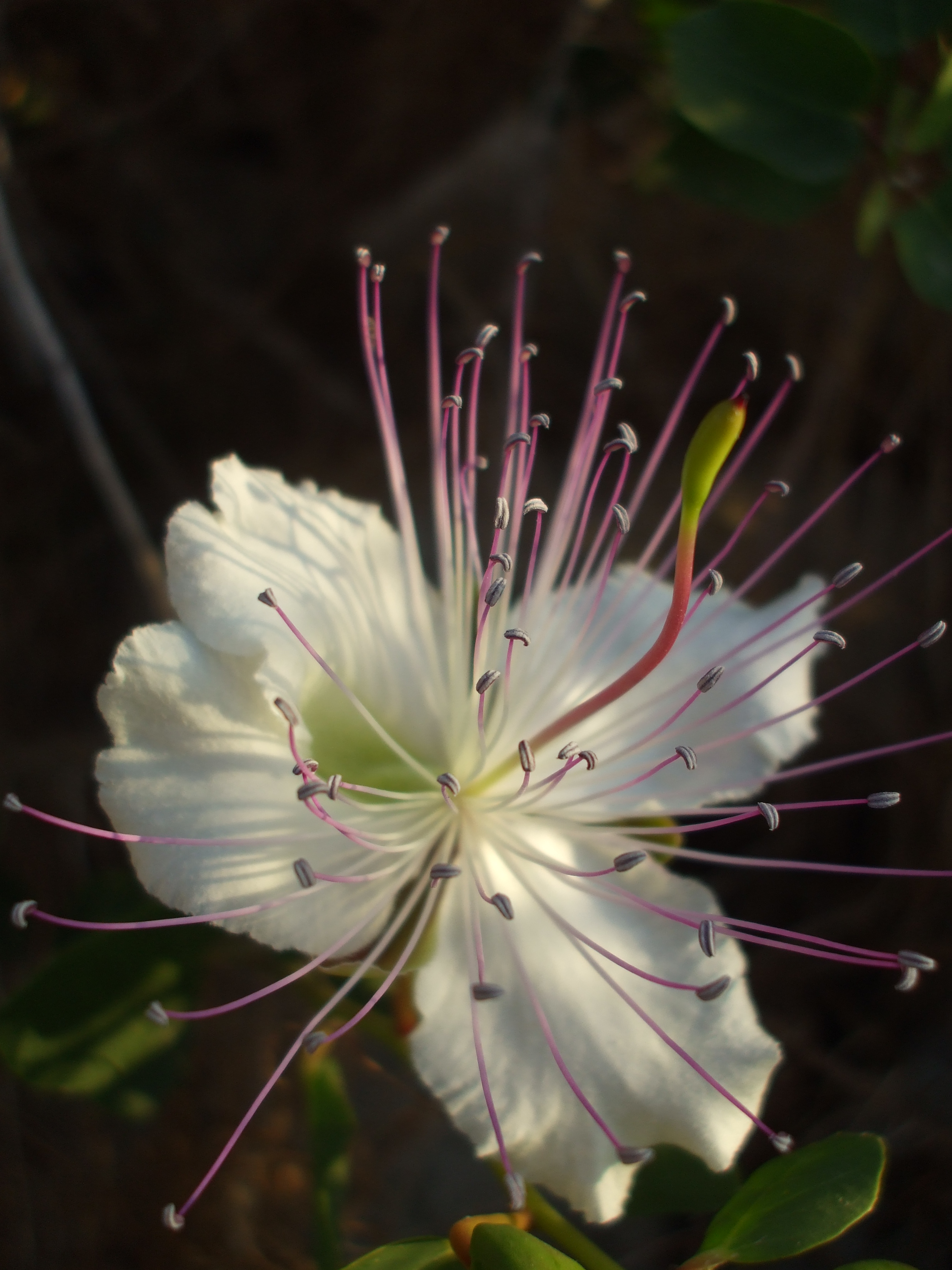
Bloem van het kappertje met vruchtbeginsels die door een stamperdrager boven de meeldraden uitsteken

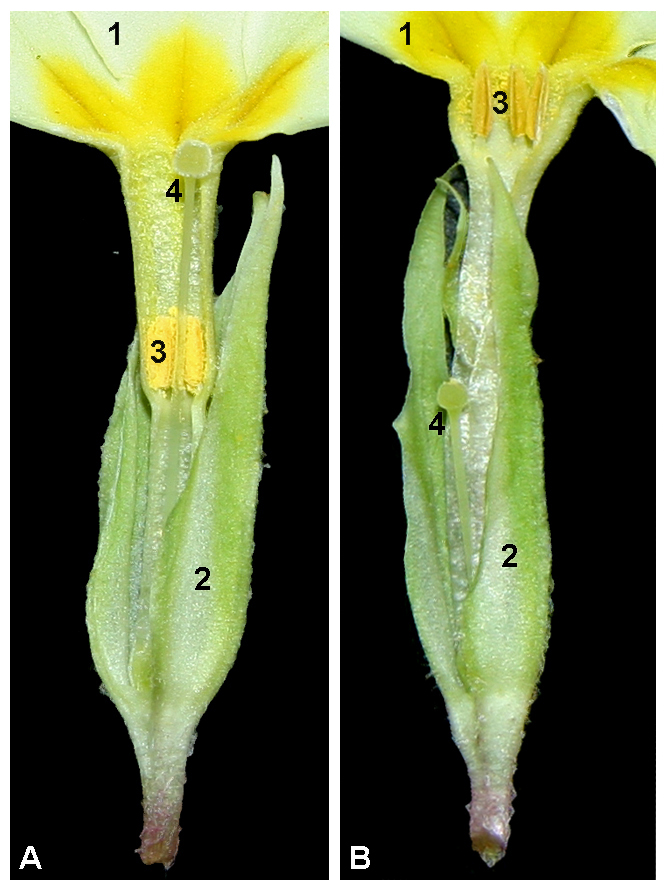
Heterostylie (distylie) bij de stengelloze sleutelbloem, 1=kroon, 2=kelk, 3=meeldraden, 4=stempel aan het uiteinde van de stijl
A Bloem met lange stijl
B Bloem met korte stijl

Herkogamie is een term in de plantkundige morfologie. Het is het in de ruimte spreiden van mannelijke en vrouwelijke geslachtsorganen bij tweeslachtige planten. Dit verkleint de kans op zelfbestuiving en vergroot dus de kans op kruisbestuiving.
In de meeste gevallen ligt bij herkogamie de stempel in de aanvliegroute van een insect dat de bloem bezoekt, zodat stuifmeel dat uit een andere bloem afkomstig is, hier op de stempel komt alvorens het insect met nieuw stuifmeel wordt bedekt. Anatomisch kan dit worden bereikt door een sterke verlenging van de stijl of door de gehele stamper op te tillen met een stamperdrager, een verlenging van de bloembodem. Voor sommige plantensoorten zoals bij maskerbloem-soorten, wordt herkogamie bereikt met een beweging die wordt veroorzaakt door aanraking (thigmonastie), die de stempel afsluit na een bezoek aan een insect of zich buiten de aanvliegroute beweegt, zodat bestuiving wordt voorkomen wanneer het insect wegvliegt. Ook komt herkogamie voor bij onder andere de gele lis en sleutelbloem-soorten.
Er zijn verschillende vormen van herkogamie::
- stempel zit hoger dan de helmknoppen
- stempel zit dieper dan de helmknoppen
- homomorf; alle bloemen hebben dezelfde vorm en zijn hermafrodiet; geordend of ongeordend.
- interfloraal; sommige of alle bloemen hebben slechts één functie. (monoecie, dioecie, subdioecie (overgangsvorm tussen monoecie en dioecie)
- een andere vorm is de reciproke herkogamie (wederzijds), dit omvat de enantiostylie en de heterostylie, waarbij binnen een soort verschillend gevormde bloemen voorkomen, waarbij de plaatsing van de mannelijke en vrouwelijke geslachtsorganen in het ene type zijn omgewisseld ten opzichte van het andere, zodat stuifmeel dat op het insect is afgezet bij het ene bloemtype alleen in aanraking komt met de stempel bij de andere.

Verder kan onderscheid worden gemaakt tussen:
- geordend; juiste rangschikking in relatie tot de bestuiver, de bloemmorfologie bestuurt de bestuiver.
- ongeordend; het contact van de bestuiver is niet geordend, er is geen volgorde.
- tijdelijk, gedeeltelijke dichogamie; stempels en stuifmeel of beide komen op verschillende tijdstippen in dezelfde positie voor. Door de beweging van de meeldraden kunnen ze bijvoorbeeld een positie innemen op het moment van de stuifmeelafgifte (mannelijke fase) die overeenkomt met de positie van de rijpe stempel op oudere (of jongere) bloemen en een andere positie innemen tijdens de vrouwelijke fase.
- beweeglijk; de bloemdelen bewegen ten opzichte van de bestuiver, b.v. de stempels sluiten bij contact of wanneer ze bestoven zijn, of de meeldraden bewegen naar binnen wanneer de bestuiver de stempel raakt (trigger herkogamie).[3]

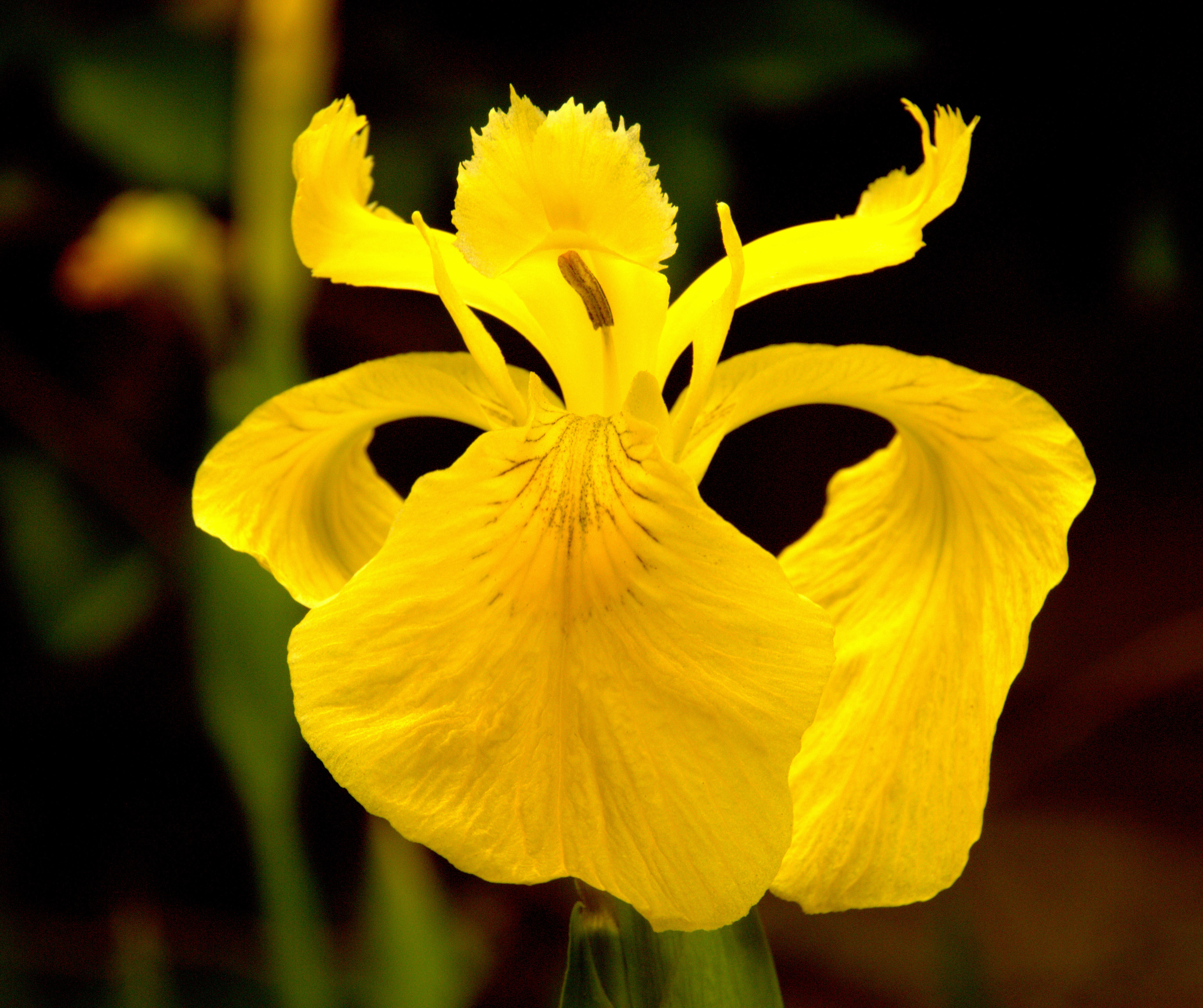
Herkogame bloem van gele lis